# 松本愛
松本 愛（まつもと あい、1994年4月5日 - ）は、日本の女性ファッションモデル、タレントであり、『MORE』のレギュラーモデルである。
埼玉県出身。TRUSTAR所属。

## 経歴
2011年、雑誌ファッション誌『Popteen』モデルとしてデビュー。
2015年5月に週刊ヤングジャンプ主催の「ゲンセキ10」にノミネートし、ゲランプリを受賞。『Popteen』10月号をもって同誌専属モデルを卒業。同年12月17日発売の『JELLY』2016年2月号よりJELLY専属モデルとなる。
2016年1月に『JELLY』3月号で初表紙を務めた。

## 人物
日本人とフィリピン人の両親の間に生まれる。愛称は「まあぴぴ」。

## 出演

### テレビ
- 全国高等学校クイズ選手権（2011年、日本テレビ）[8]
- ツボ娘（2011年7月3日、TBS）[9]
- 中居正広のミになる図書館（2014年5月27日 - 、テレビ朝日）
- Kawaii Asia（2014年10月3日 - 、毎日放送/スペースシャワーTV）
- ラジオな2人（2015年3月 - 2016年9月、Dlife） - ディズニーの作品や商品を紹介するコーナーを担当
- 王様のブランチ・ブランチリポーター（2015年10月10日 - 、TBS）
- フランス人がときめいた日本の美術館（2018年9月 - 2019年、BS11デジタル） - 旅人（6人による週替わり）
- しくじり先生 俺みたいになるな!!（2019年8月26日、テレビ朝日）

### 映画
- 劇場版 ほんとうにあった怖い話 2016（2016年10月29日）

### イメージモデル
- dodoコスメモデル（2012年3月 - 、ドドジャパン）
- ヴィーナスアカデミーモデル（2012年4月 - 、ヴィーナスアカデミー）
- loves wigモデル（2012年5月 - 、loves wig）
- ヴィーナスアイズモデル（2013年2月 - 、ヴィーナスアイズ）

### イベント・カタログ
- CUPOPモデル（2012年7月 - 、CUPOP）
- Ravijour下着モデル（2017年2月 - ）[10]

### 製品プロモーション
- LAVIE Hybrid Frista（2016年1月 - 、NEC）[11]
- LAVIE Hybrid ZERO（2016年1月 - 、NEC）[12]

### ネット配信
- MILPOM★（みるぽん）（2015年9月5日 - 、バンダイナムコピクチャーズ他） - SILKY 役（声の出演）
- ウェブ番組『F.Chan TV』（フットボールチャンネル） - ゲストコメンテーター
- ハナビ：HANAtypeB（2018年、PlayStation VR） - 元カノ 役[13]

### 舞台
- ヴァンパイア騎士-Revive-（2015年7月1日 - 5日、あうるすぽっと） - 支葵千里 役

## 書籍

### 雑誌連載
- Nicky（2011年4月 - 2015年10月、セブン&アイ出版） - 読者モデル[14]
- 週刊ヤングジャンプ（2015年11号 - ウェブ掲載、集英社） - ゲンセキ10!![3]
- Popteen（2011年4月 - 2015年10月、角川春樹事務所） - レギュラーモデル[15]
- JELLY（2015年12月[5] - 、ぶんか社） - 専属モデル